# JMV Industries
Pour les articles homonymes, voir JMV.
JMV Industries est un chantier naval français fondé en 1992 à Tourlaville, sur le port de Cherbourg. Spécialisé dans la construction de voiliers en matériaux composites, le chantier est fermé en 2023 par sa société mère Constructions mécaniques de Normandie.

## Historique
Jean-Marie Vaur fonde JMV Industries le 21 septembre 1992. Il se spécialise dans la construction de voiliers en matériaux composites, au moyen de préimprégnés en carbone-nomex ou époxy. Il s'est distingué par la construction de nombreux monocoques de 60 pieds IMOCA, notamment après le succès de Christophe Auguin dans le Vendée Globe 1996-1997 à bord de Geodis, construit par JMV en 1994. 
Dans les années 2000, le Mari-Cha IV du millionnaire Robert Warren Miller, construit par JMV en 2003, bat plusieurs records de la traversée de l'Atlantique. En 2008, JMV Industries réalise la coque centrale et les flotteurs du Maxi Banque Populaire V.
Le chantier réalise également de nombreuses sous-traitances pour d'autres chantiers, comme les flotteurs de Géronimo d'Olivier de Kersauson ou la structure interne de l'IMOCA PRB, qui remporte deux fois le Vendée Globe, avec Michel Desjoyeaux en 2001 et Vincent Riou en 2004. 
En février 2013, le chantier est relaxé d'une plainte de Roland Jourdain et SILL après la perte de la quille du 60 pieds durant le Vendée Globe 2004-2005.
Le 7 février 2023, les Constructions mécaniques de Normandie, actionnaires du chantiers, décident la dissolution JMV Industries, après dix années de sommeil.

## Liste de voiliers de course construits par JMV Industries
| Année | Nom du voilier          | Type de voilier   | Nom du skipper       | Architecte                   | Commentaires                         |
| ----- | ----------------------- | ----------------- | -------------------- | ---------------------------- | ------------------------------------ |
| 1994  | Geodis                  | 60 pieds Open     | Christophe Auguin    | Finot-Conq                   |                                      |
| 1996  | Groupe LG 2             | 60 pieds Open     | Gerry Roufs          | Finot-Conq                   |                                      |
| 1998  | Group 4                 | 60 pieds Open     | Mike Golding         | Finot-Conq                   |                                      |
| 1998  | Gartmore                | 60 pieds Open     | Josh Hall            | Finot-Conq                   |                                      |
| 1998  | Somewhere               | 60 pieds Open     | Marc Thiercelin      | Finot-Conq                   |                                      |
| 1998  | UBP                     | 60 pieds Open     | Dominique Wavre      | Finot-Conq                   |                                      |
| 2000  | Team Adventure          | Maxi catamaran    | Cam Lewis            | Gilles Ollier                | En coopération avec Multiplast       |
| 2001  | Géronimo                | Maxi trimaran     | Olivier de Kersauson | Van Peteghem Lauriot-Prévost | En coopération avec Multiplast       |
| 2003  | Mari Cha IV             | Monocoque de 43 m | Robert Warren Miller | Philippe Briand              |                                      |
| 2004  | Bonduelle               | 60 pieds Open     | Jean Le Cam          | Marc Lombard                 |                                      |
| 2004  | Sill 2                  | 60 pieds Open     | Roland Jourdain      | Marc Lombard                 |                                      |
| 2006  | Delta Dore              | 60 pieds Open     | Jérémie Beyou        | Farr Yacht Design            |                                      |
| 2010  | Maxi Banque Populaire V | Maxi trimaran     | Pascal Bidégorry     | VPLP                         | En coopération avec CDK Technologies |